# جيري بيران
جيري بيران (مواليد 18 يناير 1982) هو مبارز بالسيف تشيكي، مثّل بلاده في الألعاب الأولمبية الصيفية 2016.

## روابط رياضية
جيري بيران على موقع الاتحاد الدولي للمبارزة (الإنجليزية)
- جيري بيران على موقع أوليمبيديا (الإنجليزية)
- جيري بيران على موقع اللجنة الأولمبية التشيكية (التشيكية)